# Le Mairegracht

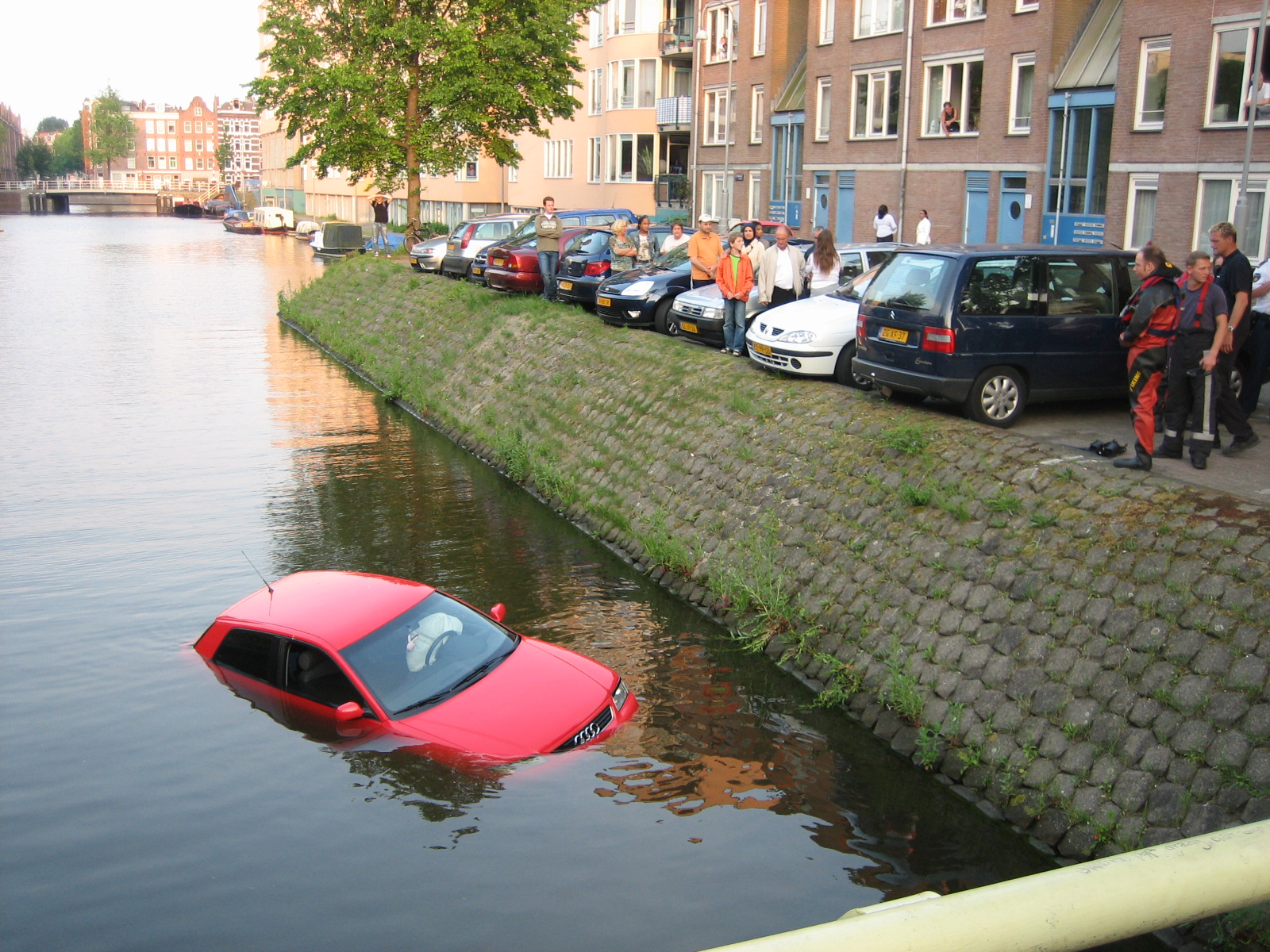
Auto te water in de Le Mairegracht (1 juni 2007). Foto genomen vanaf brug 1908; in de verte is brug 349 te zien.

De Le Mairegracht is een gracht in het stadsdeel West in Amsterdam. De naam werd vastgesteld bij raadsbesluit van 20 november 1878. De gracht is vernoemd naar Jacob le Maire (1585-1616), een ontdekkingsreiziger, die de naar hem genoemde zeestraat aan de zuidpunt van Zuid-Amerika ontdekte. De kaap noemde hij naar zijn geboorteplaats Kaap Hoorn.
De Le Mairegracht vormt aan de noordzijde van het terrein van de vroegere Wester Suikerraffinaderij de verbinding tussen het Westerkanaal en de Van Noordtgracht. De beide kaden van de gracht heten Le Mairekade.

## Bruggen
Er zijn twee oeververbindingen over de Le Mairegracht:
- brug 349, een basculebrug (opgeleverd in 1964 en tot 2016 bekend als Noordpoolbrug; in april 2020 officieel vernoemd naar Cor Thesing) in de Houtmankade;
- brug 1908, vaste brug tussen de Henk Curièrekade en de Noordkaapstraat.